# アルチカイン
アルチカイン（英: Articaine）は、欧米で広く用いられているアミド型局所麻酔薬である。 チオフェン環を含む唯一の局所麻酔薬であり、高い脂溶性を示す。日本においては2024年9月24日製造販売承認、同年11月20日薬価収載された。商品名は「セプトカイン」。  

## 歴史
1969年、ドイツにおいてラッシングによって最初に合成され、1984年までは「Carticaine」と呼称されていた。1983年には「Ultracaine」という名称で、北米市場に持ち込まれ、特許保護終了後は、多くの後発医薬品が登場している。2024年3月時点で、欧米等を含む93の国又は地域で承認されている。 
2000年4月には10万分の1エピネフリン添加アルチカインがFDAによる承認を受け、2か月後に発売を開始した。 
日本国内では、岡山大学病院が主管となり、2016年10月より第I相試験が、2018年8月より第II相試験が、2021年6月より第III相試験が実施された。 
2023年8月31日にジーシー昭和薬品が厚生労働省に対して製造販売承認を申請、2024年8月1日に厚生労働省の薬事審議会医薬品第一部会で承認が了承され、同年9月24日に厚生労働省から製造販売承認を取得、11月20日に薬価収載された。 

## 構造と代謝
アルチカインの構造は、ベンゼン環の代わりにチオフェン環を有する点で他のアミド型局所麻酔薬と大きく異なっている。血中での分解が速やかであり、半減期は20分であるため、反復使用を行う際の全身に対するリスクは他の麻酔薬と比較して少ないといわれている。 

## 臨床使用
アルチカインは主として歯科治療時の麻酔薬として用いられる。伝達麻酔に利用する際には神経損傷のリスクが高くなるともいわれているが、下顎骨の大臼歯部などに見られるような緻密な皮質骨であっても、アルチカインは他の局所麻酔薬と比較した場合に浸潤性が高いため、主に浸潤麻酔で用いられている。 
リドカインとアルチカインを比較した研究では、下顎第一大臼歯部の浸潤麻酔において、リドカインよりも効果的であることが複数のメタアナリシスで示されており、リドカインと比較して3.81倍の除痛に成功している。 
伝達麻酔について、リドカインよりアルチカインが優れているとする報告は存在しないものの、リドカインによる伝達麻酔後の術野に対する補足的な浸潤麻酔としての使用に関して、リドカインより優れていることが示されている。     

## 禁忌
- アミド型麻酔薬に対するアレルギー
- メタ重亜硫酸塩に対するアレルギー[20]
- 特発性または先天性メトヘモグロビン血症 [21] （使用量が少ないため、歯科診療では問題にならない[22]）
- 鎌状赤血球症などの異常ヘモグロビン症

アルチカインのチオフェン環と、スルホンアミドの間に交差反応性はないため、サルファ剤アレルギーの患者に対して禁忌とはならない。   

## 感覚異常についての議論
感覚異常（パレステジア）は、アルチカインの臨床応用以前より、局所麻酔薬の注入に伴う合併症としてよく知られている。 
アルチカインと感覚異常については、1993年のHaas and Lennonによる報告に議論の端を発している。21年間にわたる調査の結果、4％アルチカインの使用により、一時的または持続的な感覚異常を惹起する可能性が高いことが示されている。 
著者らは、「感覚異常の全体的な発生率は非常に低く、1993年に行われた推定1100万回の注射のうち報告された感覚異常は14例である。」としながらも、「アルチカインまたはプリロカインが使用された場合に感覚異常の発生率が高い傾向にあるという示唆を支持する結果である。」としている。 
1994年の報告では、4％アルチカインの使用において感覚異常の発生率は100万回に2.05回（0.000205％）の割合であったと結論付けている。 
2000年に発表された追跡調査では、プリロカインおよびアルチカインの使用による感覚異常の発生率は50万分の1程度であると結論付けた。なお、一般的な歯科医師は、年間約1,800回の注射を行うとされている。 
報告されている感覚異常のほぼ全てが、歯科用に用いられた場合に限定しており、また4％アルチカインの使用が直接的な原因として科学的に証明されておらず、感覚異常の原因として針による神経損傷の可能性が指摘されている。     

## 日本における開発・販売
- 2016年
  - 10月 - 第1相臨床試験開始[6]。
- 2017年
  - 3月 - 第1相臨床試験終了[6]。
- 2018年
  - 12月 - 第2相臨床試験開始[6]。
- 2019年
  - 9月 - 第2相臨床試験終了[6]。
- 2021年
  - 6月 - 第3相臨床試験開始[6]。
- 2022年
  - 9月 - 第3相臨床試験終了[6]。
- 2023年
  - 8月31日 - ジーシー昭和薬品が厚生労働省にアルチカインの製造販売承認を申請[6]。
- 2024年
  - 8月1日 - 厚生労働省の薬事審議会医薬品第一部会で承認が了承[8]。
  - 9月24日 - 厚生労働省が製造販売を承認[4]。
  - 11月20日 - 薬価収載[5][33]。
- 2025年
  - 1月21日 - 日本で発売[33][34]。

## 臨床試験

### 第1相臨床試験
- 試験デザイン

健康な日本人成人男性12名を対象に、アルチカインを口腔粘膜下に投与した。1カートリッジ (1.7ml) を投与された群と3カートリッジ (5.1ml) を投与された群に各6名ずつ分け、投与前および投与後15分から24時間にわたる血漿中アルチカイン濃度を測定した。また、投与前後に臨床検査やバイタルサインの測定を実施し、安全性と有害事象の評価を行った。
- 結果

1カートリッジ群では、最高血中濃度 (Cmax) が374.35±97.65 ng/ml、最高濃度到達時間 (Tmax) が0.25±0.00時間であった。一方、3カートリッジ群ではCmaxが694.00±175.23 ng/ml、Tmaxが0.42±0.13時間と確認された。有害事象として1カートリッジ群で「頭痛」が1件報告されたが、アルチカインとの因果関係は否定された。
- 結論

日本人成人男性の口腔粘膜下に投与したアルチカインのCmaxは、安全域とされる5.0 μg/ml未満であった。また、アルチカインに関連する有害事象は認められず、20歳以上の健常日本人男性における忍容性と安全性が確認された。

### 第2相臨床試験
- 試験デザイン

治験には20～80歳の日本人成人患者53例が参加し、主要評価項目は、Visual analogue scale（VAS)（0～10cm）を用いた患者による歯科施術中の痛み。
- 結果

アルチカインを用いた歯科施術中のVASの平均値（両側95%CI）は0.65（0.27～1.02）であった。また用法別では、「歯科治療患者を対象とした浸潤麻酔」（24例）で0.31（−0.04～0.67）、「口腔外科患者を対象とした局所麻酔」（29例）で0.92（0.30～1.55）であった。

### 第3相臨床試験
- 概要

本試験の対象患者は下顎埋伏智歯（半埋伏歯）の単歯の抜歯を受ける患者を対象とした。単盲検ランダム化比較試験として実施され、対照群にはリドカインが用いられた。アルチカインとリドカインを直接比較するhead-to-head試験として設計されており、非劣勢試験の形式でその有効性および安全性が検証された。被験者は87例が無作為に割り付けられ（アルチカイン群43例、リドカイン群44例）、このうち1例が同意撤回により解析対象から除外された。最終的に86例が有効性と安全性の解析対象とされた。主要評価項目は治療中の疼痛評価(VAS)で評価された。
- 試験デザイン

試験は、被験者をアルチカイン群とリドカイン群に1:1で無作為に割り付け、単盲検で実施された。口腔粘膜下に浸潤麻酔または伝達麻酔としてアルチカインまたはリドカインを投与した。
浸潤麻酔のみの場合、アルチカインは3.4～5.1 mL（2～3カートリッジ）、リドカインは3.6～5.4 mL（2～3カートリッジ）が投与された。浸潤麻酔と伝達麻酔を併用する場合は、伝達麻酔に1カートリッジ（アルチカイン1.7 mL、リドカイン1.8 mL）、その後浸潤麻酔に1～2カートリッジが追加投与された。
試験中、治療中の鎮痛効果が不十分な場合には治験薬の追加投与が可能とされたが、通常は3カートリッジ（アルチカイン5.1 mL、リドカイン5.4 mL）が上限とされた。特定条件下では、最大4カートリッジ（アルチカイン6.8 mL、リドカイン7.2 mL）までの投与が許可された。
- 結果

主要評価項目である治療中の疼痛評価（VAS）平均値［95%CI］は、アルチカイン群が0.90［0.32, 1.48］、リドカイン群が1.37［0.63, 2.11］であった。群間差は－0.46［－1.39, 0.47］であり、非劣性マージン（1.0）を下回ったことから、アルチカイン群がリドカイン群に対して非劣性であることが示された（p値=0.0012）。
有害事象の発生率は、アルチカイン群が7.1%（3/42例：発熱、注入部位疼痛、失神寸前の状態）、リドカイン群が2.3%（1/44例：眼瞼腫脹）であった。いずれも重篤な有害事象や死亡例は報告されておらず、治験薬との関連が認められる有害事象も確認されていない。

## 論文
- 第Ⅰ相臨床試験結果： “歯科用局所麻酔剤アーティカイン塩酸塩 (アルチカイン塩酸塩)・アドレナリン酒石酸水素塩注射剤 (OKAD01) の安全性および血中薬物動態の検討 (第Ⅰ相, 単施設, 非盲検試験)”. 2024年11月22日閲覧。 日本歯科麻酔学会雑誌　2021 年 49 巻 3 号 p. 81-96
- 第Ⅱ相臨床試験結果： “歯科患者を対象とした歯科用局所麻酔剤アルチカイン塩酸塩・アドレナリン酒石酸水素塩注射剤（OKAD01）の臨床用量域の検討（アルチカイン塩酸塩第Ⅱ相試験）”. 2024年11月22日閲覧。 日本歯科麻酔学会雑誌　2024年52 巻1号 p.26-36